# Cardston
Cardston è un comune (town) del Canada, situato nella provincia dell'Alberta, nella divisione No. 3 a solo 25 km dal confine con il Montana (Stati Uniti).